# Liste der Nummer-eins-Hits in der Schweiz (1991)
Dies ist eine Liste der Nummer-eins-Hits in der Schweiz im Jahr 1991. Sie basiert auf den Top 30 Singles und Top 40 Alben der offiziellen Schweizer Hitparade. Es gab in diesem Jahr zehn Nummer-eins-Singles und elf Nummer-eins-Alben.

## Singles
| ← 1990 ← | Liste der Nummer-eins-Hits in der Schweiz | Liste der Nummer-eins-Hits in der Schweiz              | Liste der Nummer-eins-Hits in der Schweiz | 1992 →                    |
| \| Zeitraum \| Wo. ges. \| Interpret \| Titel Autor(en) \| Zusätzliche Informationen \| \| (Zeitraum, Wochen auf Platz eins, Interpret, Titel, Autor[en], zusätzliche Informationen) \| \| \| \| \| \| ----------------------------------------------------------------------------------------- \| -------- \| ------------------------------------------------------ \| -------------------------------------------------------------------------------------------------------------------------------------------------------------------------------------------------------------------------- \| ------------------------- \| \| 16. Dezember 1990 – 2. März 1991 11 Wochen \| 11 \| Enigma \| Sadeness (Part I) Musik: M. C. Curly, F. Gregorian; Text: M. C. Curly, David Fairstein \| – \| \| 3. März 1991 – 9. März 1991 1 Woche \| 1 \| C+C Music Factory feat. Freedom Williams \| Gonna Make You Sweat (Everybody Dance Now) Robert Manuel Clivillés, Frederick Brandon Williams \| – \| \| 10. März 1991 – 6. April 1991 4 Wochen \| 4 \| Seal \| Crazy Henry Olusegun Adeola Samuel, Guy Sigsworth \| – \| \| 7. April 1991 – 25. Mai 1991 7 Wochen (insgesamt 8) \| 8 \| Roxette \| Joyride Per Hakan Gessle \| – \| \| 26. Mai 1991 – 1. Juni 1991 1 Woche (insgesamt 5) \| 5 \| Scorpions \| Wind of Change Klaus Meine \| – \| \| 2. Juni 1991 – 8. Juni 1991 1 Woche (insgesamt 8) \| 8 \| Roxette \| Joyride Per Hakan Gessle \| – \| \| 9. Juni 1991 – 15. Juni 1991 1 Woche (insgesamt 5) \| 5 \| Scorpions \| Wind of Change Klaus Meine \| – \| \| 16. Juni 1991 – 22. Juni 1991 1 Woche (insgesamt 2) \| 2 \| De La Soul \| Ring Ring Ring Kelvin Mercer, David J. Jolicœur, Vincent Lamont Mason, Paul E. Huston, Michael John Drummond, Nicholas Bernard Thorp, Martin Benedict Volpeliere-Pierrot, Julian Godfrey Brookhouse, Glenn Francis Skinner \| – \| \| 23. Juni 1991 – 29. Juni 1991 1 Woche (insgesamt 5) \| 5 \| Scorpions \| Wind of Change Klaus Meine \| – \| \| 30. Juni 1991 – 6. Juli 1991 1 Woche (insgesamt 2) \| 2 \| De La Soul \| Ring Ring Ring Kelvin Mercer, David J. Jolicœur, Vincent Lamont Mason, Paul E. Huston, Michael John Drummond, Nicholas Bernard Thorp, Martin Benedict Volpeliere-Pierrot, Julian Godfrey Brookhouse, Glenn Francis Skinner \| – \| \| 7. Juli 1991 – 20. Juli 1991 2 Wochen (insgesamt 5) \| 5 \| Scorpions \| Wind of Change Klaus Meine \| – \| \| 21. Juli 1991 – 3. August 1991 2 Wochen \| 2 \| Crystal Waters \| Gypsy Woman Crystal Waters, Neal Brian Conway \| – \| \| 4. August 1991 – 16. November 1991 15 Wochen (insgesamt 16) \| 16 \| Bryan Adams \| (Everything I Do) I Do It for You Michael Arnold Kamen, Bryan Guy Adams, Robert John Lange \| – \| \| 17. November 1991 – 23. November 1991 1 Woche \| 1 \| Marky Mark and the Funky Bunch feat. Loleatta Holloway \| Good Vibrations Donald Edmond Wahlberg, Mark Wahlberg, Amir Q. Shakir, Dan Hartman \| – \| \| 24. November 1991 – 30. November 1991 1 Woche (insgesamt 16) \| 16 \| Bryan Adams \| (Everything I Do) I Do It for You Michael Arnold Kamen, Bryan Guy Adams, Robert John Lange \| – \| \| 1. Dezember 1991 – 18. Januar 1992 7 Wochen \| 7 \| Michael Jackson \| Black or White Michael Joe Jackson, Bill Bottrell \| – \| |                                           |                                                        | |                           |
| ← 1990 |                                           |                                                        | | → 1992 →                  |
| Zeitraum | Wo. ges.                                  | Interpret                                              | Titel Autor(en) | Zusätzliche Informationen |
| (Zeitraum, Wochen auf Platz eins, Interpret, Titel, Autor[en], zusätzliche Informationen) |                                           |                                                        | |                           |
| 16. Dezember 1990 – 2. März 1991 11 Wochen | 11                                        | Enigma                                                 | Sadeness (Part I) Musik: M. C. Curly, F. Gregorian; Text: M. C. Curly, David Fairstein | –                         |
| 3. März 1991 – 9. März 1991 1 Woche | 1                                         | C+C Music Factory feat. Freedom Williams               | Gonna Make You Sweat (Everybody Dance Now) Robert Manuel Clivillés, Frederick Brandon Williams | –                         |
| 10. März 1991 – 6. April 1991 4 Wochen | 4                                         | Seal                                                   | Crazy Henry Olusegun Adeola Samuel, Guy Sigsworth | –                         |
| 7. April 1991 – 25. Mai 1991 7 Wochen (insgesamt 8) | 8                                         | Roxette                                                | Joyride Per Hakan Gessle | –                         |
| 26. Mai 1991 – 1. Juni 1991 1 Woche (insgesamt 5) | 5                                         | Scorpions                                              | Wind of Change Klaus Meine | –                         |
| 2. Juni 1991 – 8. Juni 1991 1 Woche (insgesamt 8) | 8                                         | Roxette                                                | Joyride Per Hakan Gessle | –                         |
| 9. Juni 1991 – 15. Juni 1991 1 Woche (insgesamt 5) | 5                                         | Scorpions                                              | Wind of Change Klaus Meine | –                         |
| 16. Juni 1991 – 22. Juni 1991 1 Woche (insgesamt 2) | 2                                         | De La Soul                                             | Ring Ring Ring Kelvin Mercer, David J. Jolicœur, Vincent Lamont Mason, Paul E. Huston, Michael John Drummond, Nicholas Bernard Thorp, Martin Benedict Volpeliere-Pierrot, Julian Godfrey Brookhouse, Glenn Francis Skinner | –                         |
| 23. Juni 1991 – 29. Juni 1991 1 Woche (insgesamt 5) | 5                                         | Scorpions                                              | Wind of Change Klaus Meine | –                         |
| 30. Juni 1991 – 6. Juli 1991 1 Woche (insgesamt 2) | 2                                         | De La Soul                                             | Ring Ring Ring Kelvin Mercer, David J. Jolicœur, Vincent Lamont Mason, Paul E. Huston, Michael John Drummond, Nicholas Bernard Thorp, Martin Benedict Volpeliere-Pierrot, Julian Godfrey Brookhouse, Glenn Francis Skinner | –                         |
| 7. Juli 1991 – 20. Juli 1991 2 Wochen (insgesamt 5) | 5                                         | Scorpions                                              | Wind of Change Klaus Meine | –                         |
| 21. Juli 1991 – 3. August 1991 2 Wochen | 2                                         | Crystal Waters                                         | Gypsy Woman Crystal Waters, Neal Brian Conway | –                         |
| 4. August 1991 – 16. November 1991 15 Wochen (insgesamt 16) | 16                                        | Bryan Adams                                            | (Everything I Do) I Do It for You Michael Arnold Kamen, Bryan Guy Adams, Robert John Lange | –                         |
| 17. November 1991 – 23. November 1991 1 Woche | 1                                         | Marky Mark and the Funky Bunch feat. Loleatta Holloway | Good Vibrations Donald Edmond Wahlberg, Mark Wahlberg, Amir Q. Shakir, Dan Hartman | –                         |
| 24. November 1991 – 30. November 1991 1 Woche (insgesamt 16) | 16                                        | Bryan Adams                                            | (Everything I Do) I Do It for You Michael Arnold Kamen, Bryan Guy Adams, Robert John Lange | –                         |
| 1. Dezember 1991 – 18. Januar 1992 7 Wochen | 7                                         | Michael Jackson                                        | Black or White Michael Joe Jackson, Bill Bottrell | –                         |

## Alben
| ← 1990 ← | Liste der Nummer-eins-Hits in der Schweiz | Liste der Nummer-eins-Hits in der Schweiz | Liste der Nummer-eins-Hits in der Schweiz | 1992 →                    |
| \| Zeitraum \| Wo. ges. \| Interpret \| Titel \| Zusätzliche Informationen \| \| (Zeitraum, Wochen auf Platz eins, Interpret, Titel, zusätzliche Informationen) \| \| \| \| \| \| ------------------------------------------------------------------------------ \| -------- \| --------------- \| --------------------------- \| ------------------------- \| \| 16. Dezember 1990 – 2. Februar 1991 7 Wochen \| 7 \| Elton John \| The Very Best of Elton John \| – \| \| 3. Februar 1991 – 16. Februar 1991 2 Wochen \| 2 \| Sting \| The Soul Cages \| – \| \| 17. Februar 1991 – 13. April 1991 8 Wochen \| 8 \| Queen \| Innuendo \| – \| \| 14. April 1991 – 3. August 1991 16 Wochen \| 16 \| Roxette \| Joyride \| – \| \| 4. August 1991 – 7. September 1991 5 Wochen \| 5 \| Stephan Eicher \| Engelberg \| – \| \| 8. September 1991 – 14. September 1991 1 Woche \| 1 \| Metallica \| Metallica \| – \| \| 15. September 1991 – 21. September 1991 1 Woche \| 1 \| Gipsy Kings \| Este mundo \| – \| \| 22. September 1991 – 5. Oktober 1991 2 Wochen \| 2 \| Dire Straits \| On Every Street \| – \| \| 6. Oktober 1991 – 30. November 1991 8 Wochen \| 8 \| Bryan Adams \| Waking Up the Neighbours \| – \| \| 1. Dezember 1991 – 21. Dezember 1991 3 Wochen \| 3 \| Michael Jackson \| Dangerous \| – \| \| 22. Dezember 1991 – 4. Januar 1992 2 Wochen (insgesamt 12) \| 12 \| Queen \| Greatest Hits II \| – \| |                                           |                                           |                                           |                           |
| ← 1990 |                                           |                                           |                                           | → 1992 →                  |
| Zeitraum | Wo. ges.                                  | Interpret                                 | Titel                                     | Zusätzliche Informationen |
| (Zeitraum, Wochen auf Platz eins, Interpret, Titel, zusätzliche Informationen) |                                           |                                           |                                           |                           |
| 16. Dezember 1990 – 2. Februar 1991 7 Wochen | 7                                         | Elton John                                | The Very Best of Elton John               | –                         |
| 3. Februar 1991 – 16. Februar 1991 2 Wochen | 2                                         | Sting                                     | The Soul Cages                            | –                         |
| 17. Februar 1991 – 13. April 1991 8 Wochen | 8                                         | Queen                                     | Innuendo                                  | –                         |
| 14. April 1991 – 3. August 1991 16 Wochen | 16                                        | Roxette                                   | Joyride                                   | –                         |
| 4. August 1991 – 7. September 1991 5 Wochen | 5                                         | Stephan Eicher                            | Engelberg                                 | –                         |
| 8. September 1991 – 14. September 1991 1 Woche | 1                                         | Metallica                                 | Metallica                                 | –                         |
| 15. September 1991 – 21. September 1991 1 Woche | 1                                         | Gipsy Kings                               | Este mundo                                | –                         |
| 22. September 1991 – 5. Oktober 1991 2 Wochen | 2                                         | Dire Straits                              | On Every Street                           | –                         |
| 6. Oktober 1991 – 30. November 1991 8 Wochen | 8                                         | Bryan Adams                               | Waking Up the Neighbours                  | –                         |
| 1. Dezember 1991 – 21. Dezember 1991 3 Wochen | 3                                         | Michael Jackson                           | Dangerous                                 | –                         |
| 22. Dezember 1991 – 4. Januar 1992 2 Wochen (insgesamt 12) | 12                                        | Queen                                     | Greatest Hits II                          | –                         |

## Jahreshitparaden
| ← 1990 ← | Liste der Nummer-eins-Hits in der Schweiz | Liste der Nummer-eins-Hits in der Schweiz | Liste der Nummer-eins-Hits in der Schweiz | 1992 →   |
| \| Singles \| Position# \| Alben \| \| ------------------------------------------------------------------------------------------------------------------------------------------------------------------------------------------------------------------------------------- \| --------- \| -------------------------------------- \| \| Wind of Change Scorpions Klaus Meine \| 1 \| Crazy World Scorpions \| \| Joyride Roxette Per Hakan Gessle \| 2 \| Joyride Roxette \| \| (Everything I Do) I Do It for You Bryan Adams Michael Arnold Kamen, Bryan Guy Adams, Robert John Lange \| 3 \| Out of Time R.E.M. \| \| Senza una donna (Without a Woman) Zucchero feat. Paul Young Adelmo Fornaciari \| 4 \| Vagabond Heart Rod Stewart \| \| Crazy Seal Henry Olusegun Adeola Samuel, Guy Sigsworth \| 5 \| The Very Best of Elton John Elton John \| \| Sadeness Part I Enigma Musik: M. C. Curly, F. Gregorian; Text: M. C. Curly, David Fairstein \| 6 \| Engelberg Stephan Eicher \| \| The Shoop Shoop Song Cher Rudy Clark \| 7 \| Innuendo Queen \| \| You Could Be Mine Guns n’ Roses William Axl Rose, Jeffrey Isbell, Saul Hudson, Michael Andrew McKagan \| 8 \| Real Life Simple Minds \| \| Ice Ice Baby Vanilla Ice M. Smooth, Robert Matthew Van Winkle, Floyd Brown, Frederick Mercury, Roger Meddows Taylor, Brian Harold May, John Richard Deacon, David Bowie \| 9 \| Serious Hits… Live! Phil Collins \| \| Ring Ring Ring De La Soul Kelvin Mercer, David J. Jolicœur, Vincent Lamont Mason, Paul E. Huston, Michael John Drummond, Nicholas Bernard Thorp, Martin Benedict Volpeliere-Pierrot, Julian Godfrey Brookhouse, Glenn Francis Skinner \| 10 \| Greatest Hits Eurythmics \| |                                           |                                           |                                           |          |
| ← 1990 |                                           |                                           |                                           | → 1992 → |
| Singles | Position#                                 | Alben                                     |                                           |          |
| Wind of Change Scorpions Klaus Meine | 1                                         | Crazy World Scorpions                     |                                           |          |
| Joyride Roxette Per Hakan Gessle | 2                                         | Joyride Roxette                           |                                           |          |
| (Everything I Do) I Do It for You Bryan Adams Michael Arnold Kamen, Bryan Guy Adams, Robert John Lange | 3                                         | Out of Time R.E.M.                        |                                           |          |
| Senza una donna (Without a Woman) Zucchero feat. Paul Young Adelmo Fornaciari | 4                                         | Vagabond Heart Rod Stewart                |                                           |          |
| Crazy Seal Henry Olusegun Adeola Samuel, Guy Sigsworth | 5                                         | The Very Best of Elton John Elton John    |                                           |          |
| Sadeness Part I Enigma Musik: M. C. Curly, F. Gregorian; Text: M. C. Curly, David Fairstein | 6                                         | Engelberg Stephan Eicher                  |                                           |          |
| The Shoop Shoop Song Cher Rudy Clark | 7                                         | Innuendo Queen                            |                                           |          |
| You Could Be Mine Guns n’ Roses William Axl Rose, Jeffrey Isbell, Saul Hudson, Michael Andrew McKagan | 8                                         | Real Life Simple Minds                    |                                           |          |
| Ice Ice Baby Vanilla Ice M. Smooth, Robert Matthew Van Winkle, Floyd Brown, Frederick Mercury, Roger Meddows Taylor, Brian Harold May, John Richard Deacon, David Bowie | 9                                         | Serious Hits… Live! Phil Collins          |                                           |          |
| Ring Ring Ring De La Soul Kelvin Mercer, David J. Jolicœur, Vincent Lamont Mason, Paul E. Huston, Michael John Drummond, Nicholas Bernard Thorp, Martin Benedict Volpeliere-Pierrot, Julian Godfrey Brookhouse, Glenn Francis Skinner | 10                                        | Greatest Hits Eurythmics                  |                                           |          |